# Sân bay Frédéric Chopin Warszawa

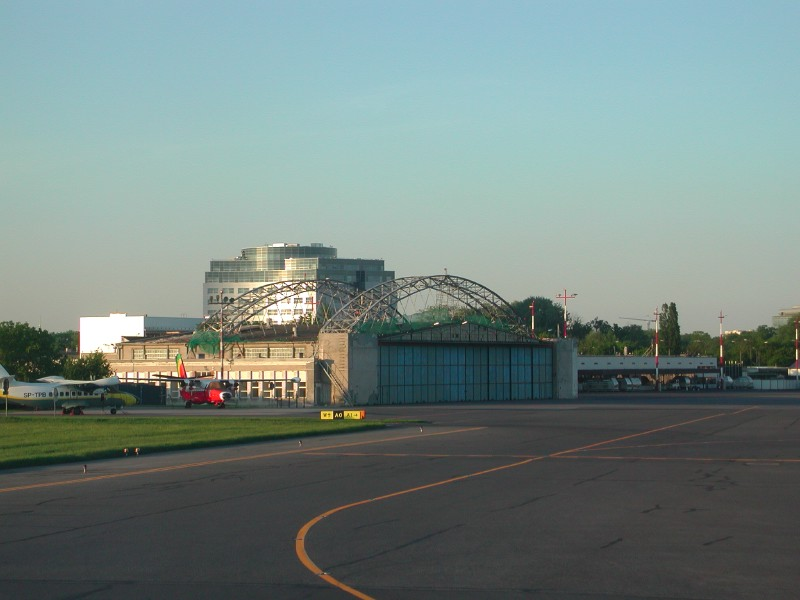
Khu bảo dưỡng của sân bay, nhìn từ đường băng

Sân bay Frédéric Chopin Warszawa (tiếng Ba Lan: Lotnisko Chopina w Warszawie, phát âm tiếng Ba Lan: [lɔtˈɲiskɔ ʂɔpɛna v varˈʂavʲɛ]) (IATA: WAW, ICAO: EPWA) là một sân bay nằm ở quận Okęcie của Warszawa, Ba Lan. Tên trước đây là Sân bay quốc tế Okęcie. Sân bay được đặt tên theo nhà soạn nhạc Frédéric Chopin. Đây là sân bay lớn nhất Ba Lan, nằm trên diện tích 834 ha, Warsaw Chopin phục vụ chỉ dưới 40% lưu lượng hành khách hàng không của đất nước. Warsaw Chopin xử lý khoảng 300 chuyến bay theo lịch trình hàng ngày và số lượng điều lệ ngày càng tăng. London, Chicago, Frankfurt, Paris và Amsterdam là những kết nối quốc tế bận rộn nhất, trong khi Kraków, Wrocław, và Gdańsk là những điểm đi đến nội địa phổ biến nhất..
Sân bay Warsaw Chopin, với 17,7 triệu hành khách trong năm 2018, sân bay bận rộn nhất trong các quốc gia thành viên Liên minh châu Âu mới.

## Lịch sử
Khu đất đã được sử dụng cho hàng không kể từ 1910, năm 1927 người ta quyết định đưa Okęcie thành sân bay hàng đầu của thành phố. Sau khi hoàn thành các tòa nhà kỹ thuật và nhà ga hành khách năm 1934, sân bay đã được chuyển các chuyến bay từ sân bay Pole Mokotowskie năm 1934. Ngoài hãng LOT Polish Airlines, Okęcie cũng là nơi đóng trụ sở của bốn phi đội thuộc Không lực Ba Lan và của hãng chế tạo máy bay Doświadczalne Zakłady Lotnicze. Trong Chiến tranh thế giới thứ hai, các cơ sở hạ tầng của sân bay hầu như bị phá hủy. Năm 1969, một nhà ga quốc tế mới được khai trương; các chuyến bay trong nước tiếp tục hoạt động tại nhà ga xây trên mặt bằng từ trước chiến tranh. Nhà ga 1 hiện nay có 2 tầng được xây năm 1992 thay thế cho các nhà ga quốc tế và quốc nội riêng biệt. Nhà ga quốc tế cũ hầu như đã xuống cấp và sảnh đến đã được cải tạo để làm nhà ga Etiuda tạm cho các hãng hàng không giá rẻ.

## Lưu lượng giao thông
Sân bay này chứng kiến một sự tăng trưởng nhanh về lượng hành khách, xếp thứ 40 trong các sân bay Liên minh châu Âu về lượng khách. Theo thống kê của Eurostat, sân bay phục vụ 7,08 triệu khách năm 2005, tăng 16,2% so với năm 2004, cao hơn so với mức trung bình 8,5% của toàn EU. Năm 2005, lượng chuyến bay tăng 7,2% lên 131.000 lượt, so với EU là 23% và ngoài EU là 11%. Năm 206, sân bay này phục vụ 8,1 triệu lượt khách - tăng 14,4% so với năm trước. Năm 2005, sân bay này chỉ chiếm hơn 1% lượng khách của EU là 705,8 triệu.

## Hãng hàng không và tuyến bay

### Hành khách
Các hãng hàng không sau đây khai thác các chuyến bay thường lệ và thuê chuyến thường xuyên đến và đi Warsaw–Chopin:
| Hãng hàng không                | Các điểm đến |
| ------------------------------ | --- |
| Aegean Airlines                | Athens |
| Aeroflot                       | Moscow–Sheremetyevo |
| airBaltic                      | Riga |
| Air Cairo                      | Hurghada, Marsa Alam, Sharm El Sheikh |
| Air Canada                     | Theo mùa: Toronto–Pearson |
| Air China                      | Bắc Kinh–Thủ Đô |
| Air France                     | Paris–Charles de Gaulle |
| Air Malta                      | Malta (tiếp tục lại từ 1/6/2019) |
| Alitalia                       | Rome–Fiumicino |
| AlMasria Universal Airlines    | Thuê chuyến theo mùa: Hurghada |
| Austrian Airlines              | Vienna |
| Belavia                        | Minsk |
| Blue Panorama Airlines         | Thuê chuyến theo mùa: Antalya, Nosy Be, Tirana (từ 4/6/2019) |
| British Airways                | London–Heathrow |
| Brussels Airlines              | Brussels |
| Bulgarian Air Charter          | Thuê chuyến theo mùa: Varna |
| Corendon Airlines              | Theo mùa: Antalya |
| Czech Airlines                 | Prague |
| easyJet                        | Basel/Mulhouse/Freiburg, Berlin–Tegel, Geneva |
| El Al                          | Tel Aviv–Ben Gurion |
| Ellinair                       | Theo mùa: Heraklion, Thessaloniki |
| Emirates                       | Dubai–International |
| Enter Air                      | Thuê chuyến: Antalya, Banjul, Djerba, Fuerteventura, Gran Canaria, Hurghada, Lanzarote, Marsa Alam, Sharm El Sheikh, Tenerife–South Thuê chuyến theo mùa: Agadir, Almería, Athens (begins ngày 3 tháng 6 năm 2019), Barcelona, Bordum, Burgas, Colombo, Corfu, Dalaman, Enfidha, Faro, Funchal, Girona, Heraklion, Ibiza, Kavala, Kos, Lamezia Terme, Málaga, Naples, Ohrid, Palma de Mallorca, Paphos (resumes ngày 9 tháng 5 năm 2019), Patras, Ras Al Khaimah, Sal, Tirana, Varna, Zakynthos |
| Finnair                        | Helsinki |
| KLM                            | Amsterdam |
| LOT Polish Airlines            | Amsterdam, Barcelona, Bắc Kinh-Thủ Đô, Belgrade, Berlin–Tegel, Billund, Brussels, Bucharest, Budapest, Chicago–O'Hare, Chișinău, Cluj-Napoca, Copenhagen, Delhi (begins ngày 17 tháng 9 năm 2019), Dubrovnik, Düsseldorf, Frankfurt, Gdańsk, Geneva, Gothenburg, Hamburg, Hanover, Istanbul, Kaliningrad, Katowice, Kaunas, Kharkiv, Kiev–Boryspil, Kiev–Zhuliany, Košice, Kraków, Larnaca, Ljubljana, London–City, London–Heathrow, Los Angeles, Lublin, Luxembourg, Lviv, Madrid, Miami (begins ngày 1 tháng 6 năm 2019), Milan–Malpensa, Minsk, Moscow–Domodedovo, Moscow–Sheremetyevo, Munich, Newark, New York–JFK, Nice, Nuremberg, Nur-Sultan, Odessa, Oslo–Gardermoen, Paris–Charles de Gaulle, Podgorica, Poznań, Prague, Riga, Rzeszów, Saint Petersburg, Seoul–Incheon, Singapore, Skopje, Sofia, Stockholm–Arlanda, Stuttgart, Szczecin, Tallinn, Tbilisi, Tel Aviv–Ben Grunion, Tokyo–Narita, Toronto–Pearson, Venice, Vienna, Vilnius, Wrocław, Yerevan, Zagreb, Zaporizhia, Zielona Góra, Zürich Theo mùa: Beirut (resumes ngày 14 tháng 6 năm 2019), Colombo (begins ngày 3 tháng 11 năm 2019), Corfu (begins ngày 9 tháng 6 năm 2019), Palanga, Pula, Split, Turin Thuê chuyến theo mùa: Antalya, Bangkok–Suvarnabhumi, Cancún, Denpasar, Ho Chi Minh City, Mombasa, Phuket, Port Louis, Puerto Plata, Punta Cana, Rio de Janeiro–Galeão, Varadero |
| Lufthansa                      | Sân bay FrankfurtFrankfurt, Munich |
| Nordica                        | Kaunas, Tallinn |
| Norwegian Air Shuttle          | Málaga, Oslo–Gardermoen Theo mùa: Barcelona |
| Nouvelair                      | Thuê chuyến theo mùa: Djerba, Monastir |
| Qatar Airways                  | Doha |
| Ryanair Sun                    | Thuê chuyến theo mùa: Alicante, Catania, Chania, Heraklion, İzmir (begins ngày 3 tháng 6 năm 2019), Kos, Larnaca, Menorca, Palma de Mallorca, Paphos, Rhodes, Split, Tirana, Toulon, Varna |
| Scandinavian Airlines          | Copenhagen |
| Smartwings                     | Theo mùa: Dubrovnik, Faro, Fuerteventura, Málaga, Split, Tenerife–South |
| Smartwings Poland              | Thuê chuyến theo mùa: Athens, Barcelona, Bordum, Burgas, Cayo Coco, Chania, Corfu, Dalaman, Enfidha, Funchal, Heraklion, Hurghada, İzmir, Karpathos, Kavala, Kayseri, Kos, Krabi, Lamezia Terme, Lanzarote, La Palma, Marsa Alam, Mytilene, Olbia, Paphos, Patras, Preveza/Lefkada, Punta Cana, Ras Al Khaimah, Rhodes, Rimini, Sal, Salalah, Santa Clara, Sharm El Sheikh, Taba, Thessaloniki, Varna, Zanzibar |
| SunExpress                     | Thuê chuyến theo mùa: Antalya |
| Swiss International Air Lines  | Zürich |
| TAP Air Portugal               | Lisbon |
| TUI fly Netherlands            | Thuê chuyến theo mùa: Cancún, Punta Cana |
| Turkish Airlines               | Istanbul |
| Ukraine International Airlines | Kiev–Boryspil |
| Wizz Air                       | Agadir, Barcelona, Bergamo, Bergen, Birmingham, Bucharest, Budapest, Catania, Charleroi, Doncaster/Sheffield, Eindhoven, Kiev–Zhuliany, Kutaisi, Larnaca, Liverpool, London–Luton, Lyon, Malmö, Malta, Marrakesh, Naples, Reykjavík–Keflavik, Rome–Fiumicino, Sandefjord, Stockholm–Skavsta, Tel Aviv–Ben Gurion, Vienna Theo mùa: Alghero, Alicante, Bari, Basel/Mulhouse/Freiburg, Billund, Bordeaux, Burgas, Corfu, Eilat–Ovda, Gothenburg, Grenoble, Lamezia Terme, Lisbon, Nice, Podgorica, Porto, Turin, Split, Verona |

### Hàng hóa
| Hãng hàng không      | Các điểm đến                                                  |
| -------------------- | ------------------------------------------------------------- |
| ASL Airlines Belgium | Berlin–Schönefeld, Liège, Sân bay quốc tế Moscow–Sheremetyevo |
| DHL Aviation         | Leipzig/Halle                                                 |
| FedEx Express        | Paris–Charles de Gaulle                                       |
| Genex                | Minsk                                                         |
| SprintAir            | Gdańsk, Katowice, Kiev–Zhuliany                               |
| UPS Airlines         | Almaty, Chengdu, Cologne/Bonn, Hong Kong, Shanghai–Pudong     |

## Các liên kết ngoài
- Website chính thức của sân bay (tiếng Anh)